# Periodisme especialitzat
El Periodisme especialitzat és un tipus de periodisme que es distingeix del periodisme generalista en què focalitza la seva atenció en aspectes singulars, que es va desenvolupar especialment durant la segona meitat del segle xx. Certa premsa especialitzada s'allunya del periodisme especialitzat per la seva manca de periodicitat, absència d'actualitat i la seva elaboració per tècnics i no periodistes.
El periodisme especialitzat és el que es troba en seccions dels diaris d'informació general i s'adreça a un públic ampli. Tracta els temes amb informació d'actualitat i un estil periodístic. Un periodisme especialitzat és el periodisme científic, però també el periodisme polític, periodisme internacional, periodisme cultural o periodisme esportiu. Sovint alguns àmbits d'especialització han quedat incorporats amb els anys dins les redaccions dels diaris com una part més d'allò habitual.

## Història
El periodisme especialitzat econòmic va ser el primer en existir. Des de la dècada del 1840 ja informació regular sobre borses als grans diaris europeus. A finals del segle xix i fins a la Primera Guerra mundial es va anar ampliant aquesta informació especialitzada, estenent-se a aspectes menys financers, més comercials o econòmics, mentre sorgien les primeres revistes especialitzades en economia. Però el fenomen del periodisme especialitzat es va desenvolupar principalment durant la segona meitat del segle xx.
Fins després de la II Guerra mundial era inexistent als diaris l'anomenada crònica científica sobre les noves tècniques físiques i industrials com l'energia atòmica, electrònica, medicina, astronàutica... Hohenberg deia el 1964 que "L'auge del reportatge especialitzat és un dels aspectes més estimulants del periodisme modern nord-americà" i defensava "satisfer cada dia més interès públic en camps com ara els de la ciència, l'educació, l'habitatge i la urbanització. La medicina, l'aviació, el treball i una dotzena d'altres temes especialitzats que formen part ordinària de les notícies del dia".